# L-redukcja
L-redukcja – transformacja problemów optymalizacyjnych, która zachowuje własności aproksymacyjne. L-redukcje odgrywają podobną rolę w badaniach nad aproksymowalnością problemów optymalizacyjnych, jak transformacje wielomianowe w badaniach nad złożonością obliczeniową problemów decyzyjnych.

## Definicja
Niech A i B będą problemami optymalizacyjnymi a cA i cB ich odpowiednimi funkcjami kosztu. Parę funkcji R i S nazywamy L-redukcją problemu A do B jeśli spełnione są następujące warunki:
- funkcje R i S da się obliczyć w logarytmicznej pamięci,
- jeśli x jest instancją problemu A, to R(x) jest instancja problemu B,
- jeśli y jest rozwiązaniem R(x) to S(y) jest rozwiązaniem x,
- istnieje taka dodatnia stała α, że

{\displaystyle OPT(R(x))\leqslant \alpha OPT(x)}
- istnieje taka dodatnia stała β, że

{\displaystyle |OPT(x)-c_{A}(S(y))|\leqslant \beta |OPT(R(x))-c_{B}(y)|}

## Własności
Można pokazać, że jeśli (R, S) jest L-redukcją problemu A do B i istnieje wielomianowy algorytm ε-aproksymacyjny dla A to istnieje wielomianowy algorytm δ-aproksymacyjny dla B gdzie:
{\displaystyle \delta ={\frac {\alpha \beta \epsilon }{1-\epsilon }}}
gdzie α i β są stałymi z definicji powyżej. Z tego wynika, ze jeśli istnieje wielomianowy schemat aproksymacji dla A to istnieje wielomianowy schemat aproksymacji dla B.